# Psorophora mexicana
Psorophora mexicana är en tvåvingeart som först beskrevs av Luigi Bellardi 1859.  Psorophora mexicana ingår i släktet Psorophora och familjen stickmyggor. Inga underarter finns listade i Catalogue of Life.